# Station Saint-Médard-sur-Ille
Station Saint-Médard-sur-Ille is een spoorweghalte in de Franse gemeente Saint-Médard-sur-Ille. Zij wordt bediend door treinen van het netwerk TER Bretagne op het traject Rennes - Montreuil-sur-Ille.